# مسجد ملا اسماعیل
مسجد ملا اسماعیل مربوط به دوره قاجار است و در یزد، کوچه محله مسجد ملاحسن واقع شده و این اثر در تاریخ ۵ دی ۱۳۵۲ با شمارهٔ ثبت ۹۶۴ به‌عنوان یکی از آثار ملی ایران به ثبت رسیده است. این مسجد توسط ملااسماعیل افشار از رجال و بزرگان دربار نادرشاه که اصالتا از شهر تبریز بود ساخته شد.